# Michael Weisse
Michael Weisse, född 1488 i Neisse, död 19 mars 1534 i Landskron, var en tysk präst och psalmförfattare. Han var en präst bland de Böhmiska bröderna och samtida med Martin Luther. 
Weisse var under en tid franciskanermunk i Breslau. Påverkad av Martin Luthers skrifter lämnade Weisse, med två andra munkar, klostret och sökte skydd i de Böhmiska brödernas hus i Leutomischl i Böhmen. Där blev han predikant och betrodd med utgivningen av de Böhmiska brödernas första tyska psalmbok  "Ein Neu Gesengbuchlen". Detta verk innehöll 155 psalmer, antingen översättningar från latin eller original skrivna av Weisse själv. Hans psalmer har fått betydelse inom den reformatoriska kyrkan.

## Psalmer
- 1695 års psalmbok.
  - När Herren Kristus födder var (Da Christus geboren war)
  - Christe sann dagsens ljus och skeen (Christ der du bist der helle Tag).
  - Sorgen för glädien går (Man spricht wenn Gott erfreut)
  - Tacker Herranom som är ganska blider (Danket dem Herrren, denn Er ist sehr freundlich)
  - 364 O Kriste, du som ljuset är (Christ der du bist Tag und Licht)
  - 400 Låt oss denna kropp begrava (Nun last uns den leib begraben)
  - 430 Christe sann dagsens ljus och skeen (Christ der du bist der helle Tag)[1]